# 전국 초등 축구리그
전국 초등 축구리그는 대한민국 유소년 선수들 중 초등 선수들이 참가하는 축구 리그이다.